# QV Водолея
QV Водолея (лат. QV Aquarii) — карликовая новая, двойная катаклизмическая переменная звезда типа U Близнецов (UG) в созвездии Водолея на расстоянии (вычисленном из значения параллакса) приблизительно 3264 световых лет (около 1001 парсеков) от Солнца. Видимая звёздная величина звезды — от +21m до +17,05m.

## Характеристики
Первый компонент — аккрецирующий белый карлик спектрального класса pec(UG).